# Wireshark
Wireshark és un programari lliure i de codi obert amb la funcionalitat d'analitzador de paquets de xarxes de comunicació. Wireshark s'empra per a solucionar problemes en xarxes, desenvolupament i anàlisi de programari i tasques educatives. Originàriament s'anomenava Ethereal i va ser reanomenat Wireshark el maig del 2006 per causes comercials.

## Funcionalitat

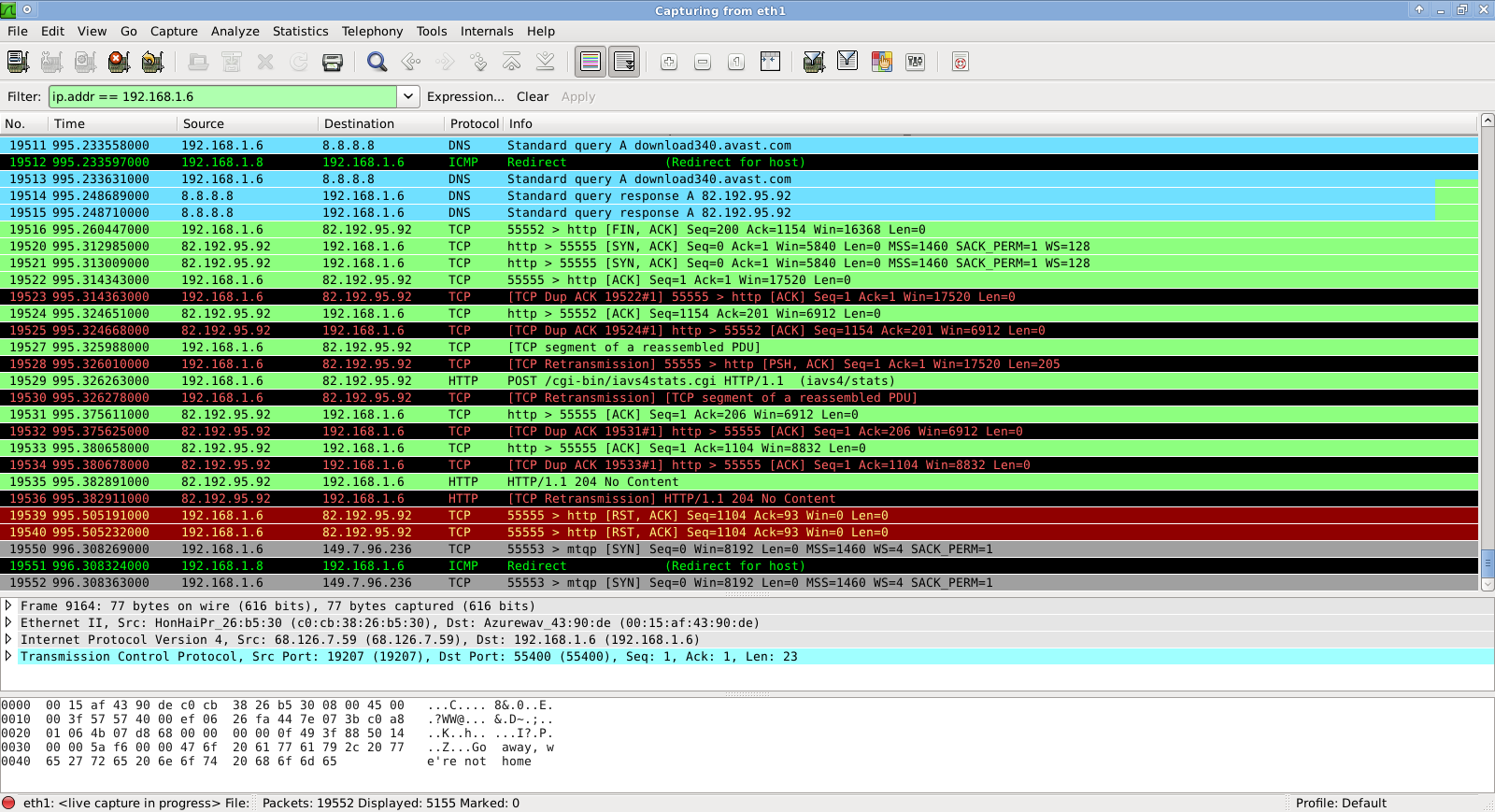
Fig.1 Exemple de sessió del programa Wireshark.

- Wireshark és molt similar al programari tcpdump, però amb un una interfície gràfica d'usuari i més opcions de menú per a ordenar i filtrar.
- Wireshark permet de configurar la targeta de xarxa com a mode promiscu (xarxes de cable i sense fils i, per tant, pot monitorar les dades del mateix domini (per Ethernet IEEE 802.11).
- En sistemes operatius GNU/Linux, BSD, i macOS, amb la biblioteca libpcap 1.0.0 o posterior, Wireshark 1.4 i posterior també es pot configurar com a mode monitor (per a xarxes sense fils).

## Característiques
- Wireshark és un programa que captura els paquests de diferents protocols i empra el programari pcap per a decodocicar les dades, per tant suporta les mateixes xarxes que pcap.
- Els paquests es poden visualitzar aplicant diversos filtres.
- Es poden afegir plug-ins (Connector (aplicació informàtica)).
- Les captues es poden gravar en els formats suportats per pcap (compatible amb altres analitzadors tals com snoop, Network General's Sniffer, i Microsoft Network Monitor.